# 맹꽁이서당
맹꽁이서당은 만화가 윤승운이 창작한 역사명랑만화이다. 1983년 만화잡지 보물섬에 9년간 장기연재를 하였다.논어, 사자성어 편도 있다.(각각 두권씩)

## 개요 및 소개
만화가 윤승운 화백이 창작한 역사명랑만화로 주로 조선시대를 배경으로 그렸으며 당시 초급 교육기관인 서당(書堂)을 배경으로 훈장과 학동들의 이야기를 코믹하고 재밌게 그려냈으며 동시에 훈장이 들려주는 이야기를 통해 조선왕조 500년 정사(政史) 및 야사(野史)에 대한 내용을 볼 수 있어 조선시대 서당 학동들의 일상과 조선왕조 500년 역사를 한 작품에 그려낸 것이 특징이다. 본래 1910년 경술국치 이야기까지 그려나갈 예정이었는데 작가의 건강문제로 잠시 중단되었다가 이후 웅진출판그룹 웅진주니어 단행본을 통해서 근대 및 경술국치 이야기까지 마저 그려나감에 따라 단행본 10권을 끝으로 조선시대편을 마무리지었다. 이후에는 같은 출판사를 통해 고려왕조 야사(野史)를 다룬 '고려 맹꽁이서당' 5권이 추가로 출간되었다. 이전에는 '맹훈장과 꾸러기들','만화 조선시대'라는 제목의 책으로도 출간된 적이 있었다.
이전 보물섬 잡지에서 마지막회 연재 당시까지는 맹훈장이 맹꽁이서당을 떠나게 되어 학동들과 작별인사를 하게 되고 후임 훈장이 오게 된다는 내용이 나온 적도 있었는데 단행본에서는 그 부분이 삭제되고 맹훈장이 조선왕조 선대왕 이야기를 통해 구한말(舊韓末)에서부터 1910년 경술국치(융희~광무), 그리고 간략하게 1945년 해방에 이르기까지 내용을 이어갔으며 맹훈장도 '이것으로 조선왕조 얘기는 끝이다'라는 대사와 함께 그대로 맹꽁이서당에 학동들과 잔류하는 것으로 막을 내린다.
11편에서는 개똥이가 책거리를 하는 것부터 시작하여 고려 왕조 이야기를 들려주는데, 고려이야기부터는 학동들의 이야기를 줄이고 역사인물이야기가 많이 섬유되어 있다.

## 유래
본래 맹꽁이서당은 고대 중국의 철학자였던 공자(孔子)와 맹자(孟子)의 머릿자를 따서 '공맹서당(孔孟書堂)'으로 불렸는데 이는 공자와 맹자의 가르침을 본받고 이어받자라는 뜻으로 지었던 서당이었다. 하지만 말썽꾸러기 학동들에 의해 개구리과의 양서류 동물인 맹꽁이를 본따서 '맹꽁이서당'이라는 명칭으로 바꿔버린 것이 시초였다. 일설로는 '공맹' 을 '맹공'으로 거꾸로 돌려서 '맹공' 을 '맹꽁'으로 장난삼아 억세게 부른 이름으로 붙였다는 점도 있지만 실질적으로는 양서류 동물인 맹꽁이를 본딴 것으로 추정되고 있다. 그러던 것을 훈장이 맹꽁이서당이라 부르면 혼날 것이라는 경고문을 내놓지만 공교스럽게도 훈장이 경고문에 '안' 을 붙여버리는 바람에(맹꽁이서당이라 '안' 부르면 혼난다) 결국 '공맹서당' 이 아닌 '맹꽁이서당'이라는 이름으로 불리게 되었다고 한다.

## 등장인물
김훈장(통칭 맹훈장)맹꽁이서당의 훈장. 말썽꾸러기 학동들 때문에 때로는 속앓이도 앓고 엄하게 회초리까지 드는 편이지만 한편으로는 마음씨 좋고 학동들을 사랑하는 교육자로 학동들에게 조선 왕조 519년간 있었던 선대왕 이야기를 직접 들려준다. 교육 능력이 꽤 좋은지 제자 중에서는 암행어사나 정승 같은 인물들이 존재한다.
장쇠작품 초반에 등장한 학동. 몸집이 크고 나이가 다른 학동에 비해 많다(16살). 나중에  곰말 갑순이에게 장가를 가게 된다. 7권 후반에서 과거 시험을 치르러 한양으로 출발한다.
박첨지맹꽁이서당 근처에 있는 양반댁 주인이자 마당쇠의 실질적 주인. 가끔 등장하였던 편이다. 박첨지는 훈장의 절친한 친구로, 천석꾼 부자이지만, 마당쇠 때문에 골치를 겪고 있다.
마당쇠박첨지댁 종. 맹꽁이서당에도 들려서 학동들과 말썽을 일으키는 경우가 있다. '귀가 보배'라고 귀로 주워들은 것이 많아, 모르는 역사인물이 없고 아는 이야기도 많다. 작품의 감초꾼. 이야기를 기가막히게 좋아하며, 엿을 매우좋아하는 17세 소년.
행랑아범박첨지댁 종. 마당쇠와는 달리 일에 충실한 편. 박첨지댁에서 가끔 등장한 적이 있다.
갑순이장쇠의 아내. 장쇠에게는 조강지처이지만 다른 학동들에게는 무서운 존재이다. 학동들이 훈장보다 더욱 무서워하는 존재이다.
그 외 맹꽁이서당 학동들(개똥이, 길동이, 어중이, 떡중이, 돌몽이, 덕보......)온갖 말썽을 일으키는 맹꽁이서당의 학동들로 항상 글공부를 하기 싫어하고 이곳저곳으로 내빼다가 훈장에게 회초리까지 맞으며 혼쭐나기도 하지만 천진난만하고 명랑한 성격의 미워할 수 없는 아이들이다. 의외로 맹훈장이 들려주는 선대왕 이야기 앞에서는 졸음까지 멈출 정도로 잘 듣는 편이다. 또한 능력자들로 자기들끼리 건물을 구축해 '놀당'이라는 이름을 지어 자기들끼리 놀고먹는 곳의 거점을 삼기도 했는데 이 놀당이 서당의 역할을 한 적도 있다.

## 이모저모
- 맹꽁이서당 극초반, 1권 맨 첫장에 있었던 일이다. 아버지가 공부하기 싫어하는 아들을 데리고 맹꽁이서당을 찾아와서 훈장에게 맡겼다. 하지만 아버지가 일자무식인 것을 훈장에게 발각당하는 바람에 아버지도 같이 훈장의 가르침을 받게 되었다. 나머지 학동들은 이 광경을 보면서 "킬킬킬~ 아버지랑 아들이 동문수학하네!" 라며 웃어댔다. 결국 아버지는 화장실을 간다는 핑계로 도망쳤다.

- 8권에선 개똥이가 할아버지에게 제사를 지내다가 아버지가 개똥이를 망신시키고 개똥이가 아버지를 망신시키고 아버지가 부끄러워 그만하라는데 개똥이가 할아버지에게 할 말이 있다며 제 할아버지 산소 앞에서 "할아버님, 개똥이가 가문을 빛낼것인데 다만 소손은 돌머리라 빗자루로 열심히 청소해 빛낼것이니 그리 아십쇼~"라고 해서 아버지에게 맞았다.(사실 아버지가 알코올 중독 정도로 술에 절어 살아서 구제해달라고 덧붙여 말했다.)

- 시(詩)를 짓는 시험이 있을 때 전원이 애매함에 빠지자 훈장이 뒷간(변소)에 간 사이에 학동들은 유명 시인들(소동파, 이태백...)의 시문을, 장쇠가 훈장이 쓴 시문(詩文)을 베낀 적이 있었다. 그래서 훈장이 짐을 싸고 마을을 떠나려 하였으나 학동들이 달려들어 훈장을 붙잡고 난리를 피워서 훈장은 떠나지 않았다.

- 학동들이 서당에서 무단 결석한 후 산으로 올라가 산토끼와 노루를 잡던 중 집단 실종될 뻔한 일이 있었다.

- 아까 전 상황과 비슷한 상황으로 길 가다가 곰 사냥꾼 따라가다 부모님께 몰매맞을 뻔했다.(서당에서 숙식하는 것으로 벌을 피했다.)

- 학동들이 훈장님의 꿀을 다 먹어 버려서 장쇠가 꿀을 더 찾으려고 벌집을 건드려서 벌떼가 서당을 습격한 적이 있었다.

- 장쇠가 산에서 새끼호랑이를 품에 숨기고 오는 바람에 어미 호랑이가 서당을 위협하여 피해를 입을 뻔한 상황이 있었다. 다행히 호환(虎患)은 발생하지 않았으며 새끼호랑이는 어미에게로 돌려졌다.

- 서당에 쥐떼가 극성을 부렸고 훈장이 쥐를 공격한 것을 계기로 쥐떼들이 서당의 물품들을 모조리 갉아먹는 사태가 벌어지기도 했다. 참고로 훈장과 학동들은 김첨지댁에서 수업을 받고 서당을 마당쇠에게 맡겼는데 그만 마당쇠가 쥐를 잡겠다며 서당 건물을 전부 해체하는 사태가 발생하기도 했다. 마당쇠는 다시 조립하는 방법을 몰라 당황하며 울었다.

- 학동들이 겨울철 산에 올라가 멧돼지 사냥을 하다가 멧돼지의 추격을 받아 서당으로 도망치게 되었다. 그런데 흥분한 멧돼지가 서당을 습격하여 모조리 쑥밭으로 만들었다. 이 때문에 벽면이 뚫려서 훈장과 학동들은 맹추위 속에서 선대왕 이야기를 들어야 했다.

- 훈장이 양반집 잔치에 초청되고 마당쇠에게 감시를 맡기게 되었는데 학동들이 이미 자신들을 본딴 허수아비로 위장하여 잔치집으로 몰래 들어간 적이 있었다. 참고로 이 때 선대왕 이야기는 장쇠가 직접 들려주었다.

- 일명 '놀당(마음껏 놀고 먹자는 집)' 을 지어서 토끼, 노루 사냥 거점을 마련하게 되었지만 마당쇠가 훈장에게 보고하는 바람에 결국 학동들이 놀당으로 막 들어가자마자 학동 전체가 훈장으로부터 회초리를 맞게 되고 하루아침에 서당으로 변모하였다.

- 단오절 때 서당의 무쇠솥을 훔쳐서 학동들이 창포물로 머리를 감기도 하고 훈장님께 고기반찬을 바치겠다며 천하장사 곰바우(소의 이름)를 상대로 씨름까지 하였지만 황소는커녕 모두 참패하고 전원 부상만 당하여 계란으로 바위 치기에 불과했다.

- 무더운 여름 학동들이 서당에서 무쇠솥을 훔쳐서 무단결석을 하여 개울에서 매운탕을 끓이던 중 하늘에서 벼락이 떨어지고 솥과 옷이 모두 없어져 바리는 바람에 학동들이 알몸으로 서당으로 돌아와야 했다. 장쇠의 아내가 곤장을 치기 위해 대기하기도 했었지만 학동들의 급참회로 인해 면하게 되었다.

- 훈장이 안경을 샀는데, 훈장이 낮잠자는 사이 학동들이 안경을 서로 쓰겠다고 하다가 비싼 안경이 박살나고 말았다.

- 학동들이 호랑이 동굴로 들어가 호랑이 꼬리를 붙잡았다가 결국에는 호랑이 꼬리를 뽑아버리는 일도 있었다. 참고로 피해를 당한 호랑이는 꼬리가 없어지는 망신을 당하게 되었으며 뽑힌 호랑이 꼬리는 훈장의 목도리로 사용되었다.

- 학동들이 집단으로 천렵을 가자 훈장이 대노하여 서당을 떠나 고향으로 돌아가겠다고 하자 학동들의 부모들이 몰려와 훈장에게 간곡히 선처를 하고 학동들을 질책하여 겨우내 훈장이 낙향을 철회한 일도 있었다.

- 학동들이 민가에서 닭서리와 과일서리를 하다가 훈장에게 몰매를 맞은 일이 있었다.

- 금강산 유람 때 주막에 머무르던 중 학동들이 방바닥을 구멍내자 화가 난 주인이 밖에 자라고 하면서 진짜로 학동들이 주막 앞마당에서 이부자리를 펴고 자는 일도 있었다. 뿐만 아니라 주막의 닭장에 있는 닭을 서리하여 닭고기로 만들어 먹는 바람에 결국 훈장이 모든 변상액을 주인에게 물어줘야 했다. 또 주막에서 학동 전원이 훈장을 두고 새벽 일찍 자기들끼리 금강산으로 올라가는 사태도 있었다.

- 겨울철 훈장이 감기 몸살에 걸리게 되자 서당을 따뜻하게 한다며 학동들이 아궁이에 장작을 모조리 집어넣는 바람에 발화되어 서당에 화재가 발생했으며, 사람들이 몰려와 화재를 진압하려고 노력했으나 서당은 홀랑 타 없어지고 말았다. 그때 학동들은 장작을 넣고 도망을 쳐서 토끼 사냥을 하러 갔다가 어딘가에서 연기가 나는 것을 보고 불 구경을 하러 연기가 난 쪽으로 갔다가 타 없어진 서당과 몽둥이를 든 학동들의 부모를 보고는 혼비백산했다. 결국 학동들은 부모들한테 뒤지게 혼이 나고,(정확히는 맞았다.) 훈장은 벼락 대감 어른의 사랑방을 빌려 학동들에게 선대왕 이야기를 들려줘야 했다. 이때 학동들은 벼락 대감 어른의 감시를 받으며 선대왕 이야기를 들었다.

- 여름철 마당쇠가 계곡에서 목욕중인 훈장의 옷을 빼앗아 학동들에게 주기도 하였지만 결국 붓장수의 도움으로 훈장이 돌아오게 되고 주범이 마당쇠였다는 사실이 알려지면서 급기야 훈장이 김첨지댁까지 들어가 마당쇠를 관가에 고소하려고도 했다. 결국 마당쇠는 볼기에 곤장 50대를 맞았다. 그때 훈장이 학동들 가르치는 것을 그만두겠다도 선언했지만 학동들이 훈장의 어릴적 과거를 들추어 내며 훈장이 자신들보다 장난이 더 심했다고 반박했다. 훈장의 이 과거는 훈장의 옷 문제를 도와준 붓장수가 학동들에게 얘기한 것이었다. 붓장수가 자신의 과거를 누설했다는 것을 학동들로부터 전해들은 훈장은 붓장수에게 크게 화를 내고 "그 영감쟁이 다시 오기만 해봐라. 호통을 쳐서 쫓아 버릴 테니...."라고까지 했다.

- 학동들이 지필묵을 만든다며 그것을 빌미로 서당을 무단이탈하고 쥐수염은 물론 동네 짐승들 털을 모조리 뽑아가는 사건도 있었다. 관가로 끌려갔는데 사실 사또도 50년 전 범인이였다.

- 김첨지댁 종인 마당쇠가 훈장으로부터 천자문을 배우기도 했었지만 읽는 법이 틀리다보니 결국 훈장이 두 손 들며 가르치기를 포기하기도 했다. 이 때 마당쇠는 콧물이 흘려지자 훈장이 주었다는 천자문 책을 찢어서 그것으로 코를 풀었다가 훈장에게 매를 벌기도 했다. 어떤 때는 훈장이 뒷간(변소)에 간 사이에 서당 벽면에다 붓으로 글씨를 쓰다가 걸레로 벽면을 닦게 되었는데 사실은 걸레가 아닌 훈장이 입던 두루마기를 걸레삼아 닦아버린 것이었다. 이로 인해 마당쇠는 훈장의 두루마기를 걸레로 삼아 방을 닦는 바람에 훈장에게 매질만 벌었고 먹물로 물든 훈장의 두루마기는 까맣게 물든 채로 학동들이 보는 앞에서 널려지기도 했다. 그러고 과거보는 선비에게 점친답시고 악담을 해서 몰매맞는다.

- 여름철 학동이 서당에 오지않자 훈장이 찾으러 나가려 할 때 마당쇠가 지게를 남겨두고 서당 대청마루 밑에 숨어서 서당이 휴강한다는 거짓 벽서를 붙이다가 훈장에게 발각되어 매를 맞기도 했다. 이때 학동들은 신선 바위에서 놀고 매운탕도 끓여먹었다. 이때 윤승운의 오너캐가 등장하여 한 그릇을 빌렸다. 그런데 학동들은 윤승운인지 모르고 거지라거나 별 깡깽이가 다 나온다고 막말을 했다. 그리하여 밤글을 배운다.

- 맹꽁이서당이 있던 고을에 탐관오리 사또가 부임하고 사또의 잔치를 준비한다며 민가의 소, 돼지, 닭 등의 가축들이 몰수되는 일이 있었다. 이에 분개한 학동들이 관가 앞에서 사또를 조롱하는 시문(詩文)을 집단으로 읊었다가 사또의 노여움을 사게 되어 집단으로 투옥된 일도 있었다. 나중에는 훈장과 마당쇠도 투옥되었다가 암행어사가 된 훈장의 옛 제자인 병구가 등장하여 사또를 도주하게 한 다음 이들을 모두 구출하고 서당으로 돌아왔다.

- 어느 날 아이들이 산밤을 따러 갔다가 장쇠가 실종되어 다 장쇠를 찾으러 갔는데 장쇠가 호랑이 시체를 가져와 관가에서 호랑이를 잡았다며 상을 받았는데, 나중에 자연사한 호랑이로 밝혀져 상을 도로 회수하였다.

- 날씨가 추워질 무렵 아이들이 지렁이(지룡[地龍(땅 지,용 룡)])꿈을 꿔서 과거에 합격한다며(일단 용꿈을 꾸면 출세를 하니까[지렁이,즉 지룡(地龍)이도 용이니까]) 과거 보러 한양에 가기 전 훈장에게 말하고 훈장이 쫓아오자 도망가다가 훈장에게 잡혀 돌아온 일이 있었다.

- 여름철 훈장과 학동들이 서당에서 모두들 낮잠을 자는데 마침 그때 서당으로 내려왔던 호랑이가 횡재했고 자던 사람들 중 훈장을 물어가서 호환이 발생할 뻔했다. 얼마 후 잠에서 깨어난 학동들은 호랑이가 훈장을 물어갔음을 알고 무기를 가지고 산으로 올라갔다. 그때 산을 내려가던 훈장과 마주쳤다. 훈장은 자신이 호랑이에게 물려가던 중 깨어나 호랑이를 잡았다고 주장했다. 그리고 학동들과 훈장은 서당으로 돌아갔다. 그런데 얼마 지나지 않아 사냥꾼들이 등장하여, 훈장은 호랑이가 물어가는데도 세상 모르고 잠자고 있었다 말하고 자신들이 호랑이를 잡아서 훈장이 무사한 거라고 진실을 말했다. 결국 학동들은 배꼽이 빠지도록 웃었고 훈장은 망신당했다. 이처럼 맹꽁이서당에서 호환이 발생했을 때는 훈장이 자신이 호랑이를 잡았다고 거짓으로 말한 적이 많았다.

- 아이들이 서당을 안 가기 위해 도적이 옷과 책들을 모두 훔쳐간다는 계략을 꾸며 그대로 했다가 훈장에게 걸리고 그때 도적 역을 맡았던 장쇠가 아이들의 옷과 책을 다 잃어버렸다가 어떤 사람이 주워서 서당에 갖다놓아서 무사하게 된 일이 있었다.

## 패러디
- 맹꽁이서당 그림체로 동방프로젝트 만화가 그려졌는데 제목은 '빨간 안개 대소동'이다.
- 필명 '윤승운'이라는 누리꾼이 맹꽁이서당의 내용에 자신의 그림을 그려서 만든 작품들이 존재한다. 그 중 하나가 '조선 포뮬러'이다.[1]

## 참고 문헌
- 맹꽁이 서당의 본문을 일부 참고하였다.

## 저작권 표기
ⓒ윤승운 / 웅진주니어